# Eduardo Mocoroa
Eduardo Mocoroa Arbilla (Guipúscoa, 13 d'octubre de 1867 - Tolosa, 30 de gener de 1959) fou un mestre de capella, organista i director basc.
Venia de família modesta i sense antecedents musicals, va rebre les primeres classes de solfeig i piano dels mestres Modesto Letamendía i Rufo Montilla.
Ja molt jove va ingressar dins la banda municipal de Tolosa com a saxofonista. Més endavant, a l'edat d'onze anys, Felipe Gorriti li va proposar ingressar a la capella musical de la parròquia, i li va fer classes de piano, orgue, harmonia, contrapunt, fuga i composició. Al poc temps va obtenir els primers reconeixements públics com a compositor.
El 1891 la seva simfonia per a orquestra Euskal Soñua va obtenir el primer premi dels Jocs Florals de San Sebastián.

## Producció musical
L'any 1894, la seva obra coral Brumas de Izaga va ser escollida com a obra imposada en el Concurs Internacional de Pamplona. Dos anys després (1896), mor Felipe Gorriti i és nomenat MC i organista de la parròquia de Santa María de Tolosa. Aquest mateix any va ser també nombrat director de la banda, de l'acadèmia de música municipal i professor de violí de la mateixa, des que es va crear una vertadera escola d'orgue, direcció i composició. Els seus nombrosos deixebles han ocupat importants places d'organista, MC i director de bandes en Espanya i Amèrica.
En 1899 els seus motets O Patriarcha, O salutaris, Himno a Santa Cecilia y el Ofertorio van obtindre quatre primers premis en els Concursos Internacionals de Hainaut (Bèlgica), i això va fer que el rei de Bèlgica, el nombrés membre d'honor de l'Acadèmia Artística, Científica i Literària de Hainaut. En 1901 va intervenir en la creació de l'Orfeó Tolosano, del que va ser nomenat director. En 1921 li va ser encomanada la direcció artística de l'Editorial de la Música Vasca creada en Tolosa, juntament amb Jesús Guridi Bidaola,  José Franco i Ribate. 
L'ajuntament de Tolosa el va nombrar fill predilecte de la Vila en 1942; aquest mateix any l'Orfeó Donostiarra i l'Escolania de Felipe Gorriti el van distingir amb el títol de director honorari, i en 1943 li va ser concedida la Creu d'Alfons X el savi. En 1952 va renunciar al seu càrrec d'organista en la parròquia, però va continuar dirigint el cor parroquial fins 1955.
Va escriure més d'un centenar d'obres religioses i profanes per a orgue, orquestra, banda i cor.
La Missa in honorem Sancti Joannis Baptistae va ser estrenada el 18 de setembre de 1930, amb el motiu de la inauguració del nou seminari de Victòria. Entre les seves composicions per a Orfeó han sigut molt interpretades Egun sentiya, Judica Domine (escollida com a obra imposada pel Concurs Internacional d'Orfeons celebrat a Zaragoza en 1904), Gona Gorria, Sorgin dantza i Euzkeraren Eriotza. Va abordar també el gènere dramàtic.
En 1913 va presentar en Tolosa la seva òpera ''Zara, estrenada en segona versió en 1922 amb el nom de Leidor. En 1950 l'Orquestra Municipal de San Sebastià, dirigida pel mestre Usandizaga, va estrenar Iruko, tres preludis que pertanyien a aquesta òpera. Es l'autor també de l'òpera Sudun, en la que s'adverteixen tendències wagnerianes.

### Obres musicals
- Goigs: Gozos a San Francisco de Asis, Co, org.
- Misses: Misa, Co, org; Misa a Nuestra Señora Sma, Virgen de Izaskun, Co, org, 1950; Missa in honorem Nativitas, Co, orq, E: RE; Missa in honorem Nativitas Domini, Co, org (Bilbao, Mar i Cía, 1910); Missa in honorem Sancti Joannis Baptistae, Co, org, 1923; Oficio de difuntos y Misa de réquiem, Co, org, 1899.
- Himnes: A la medalla milagrosa' V, Co, org; Ereserkia = Himno, Co, org, (Tolosa, Lopez Mendizábal); Ereserkia = Himno; Izakungo Amaren, Co, org.
- Lamentacions: Lamentación, Co (San Sebastián, A. Díaz)
- Motets: Ave María, T, org, E:RE; Ave verum, Co, org; O salutaris, T, org, E:RE; O salutaris Hostia, T, org, (Barcelona, Víctor Berdós); Oh Virgen de la Esperanza, Co, org: Santo Dios, nº4, V, Co, org; Tantum ergo y Genitori, V, Co, org; Veni Creator, Co, 1930.
- Salms: Miserere, Co.
- Villancets: Abenduko Ilaren, Co; Niño Divino, Co, org (San Sebastián, ER); Olentzaro, Zort, V, Co, org (Tolosa, Ed, de Música Vasca); Venid pastorcicos, Co, org (San Sebastián, ER).
- Càntics: Cánticos a la Virgen de Izaskun, Co, org, 1928.
- Altres: Et venit ad discipulos suos, Co, org; Letanía, Co, org; Sequentia, Co, org (MSH, XI, 10, 1918); Zortziko de San Juan, Co, org.
- Cor: A la obia; Ama Ituna; Antziñ-Oiturak; Ara nun diran,E:RE; Egunsentia; El aquelarre; Gona gorria; Gure Izkuntza, Bar, Co; Illunabarra, E:RE; Iru Damatxo; arm; Itxarjundiya; Itzaya, E:RE; Jaio letz; Lautxantxangorri; Marcha de San Juan; Nere-Doñac, B, Co (Novedades, II-75, 1910); Nere etorrera, E:RE; Ni naiz kapitan; Olentzaro, arm, Can (Barcelona, E. Climent, D. L., 1978); Rapsodia vasca; Sorgin dantza; Txantxibiri, arm, Can; Txoriñua, Can, arm.
- Música escènica; Leidor, Óp, Co, Orq; Sundun, Óp, Co, Orq.
- Música simfònica: Alaitasuna, Sinf, Orq: Errege jaya, Orq; Ingurutzo de Leiza, Orq, 1932.
- Banda: Euskal Soñua, Sinf (Tolosa, Ed. De Música Vasca); Olentzaro, Zort (Tolosa, Ed, DE Música Vasca); Ordizia, Ober, 1907 (Tolosa, Ed. De Música Vasca).
- Banda de txistularis: Sorgin dantza, arr, 2si, sb, at (Txistulari, 19); Hiru Euskal Doniu, 2tx, sb, at (Txistulari, 154); Txistu Danbolin, Sui, arr, 2tx, sb, taml (Txistulari, 154).
- Veu i piano: Bi Maiestasun, arr, Zort, V, p (Ed. La Gran Enciclopedia Vasca).
- Orgue: Elevación (TSM, XXXIV, 1951); Elevación para órgano; Fuga; Introducción y fuga: nº15 (Bilbao, Lazcano y Mar); Ofertorio (MSH, VIII, 2, 1915); Ofertorio, 1938; Ofertorio, Ofertorio para órgano; Plegaria.
- Piano: Ecos de Vasconia, arr (Ed. La Gran enciclopedia Vasca); Polka, E:RE; Zortzico, E.RE.[3]